# SaxaVord Spaceport
SaxaVord Spaceport, voorheen Shetland Space Centre, is anno 2023 een lanceerbasis in aanbouw op Lamba Ness, een schiereiland van Unst, het noordelijkste eiland van de Shetlandeilanden. De locatie ligt naast het RAF Saxa Vord radarstation en het dorpje Skaw.
Doel is om er de lanceringen van raketten met een vrachtcapaciteit tot 1500 kilogram te lanceren. Er zal worden gelanceerd naar polaire en zon-synchrone banen en banen met een grote hoek. Hiervoor zijn totaal drie lanceercomplexen met bijbehorende integratiehangars gepland. Ook suborbitale vluchten zijn er mogelijk.
Naast lanceerfaciliteiten bouwt Saxavord Spaceport ook een aantal antennes voor communicatie met satellieten.

## Geschiedenis

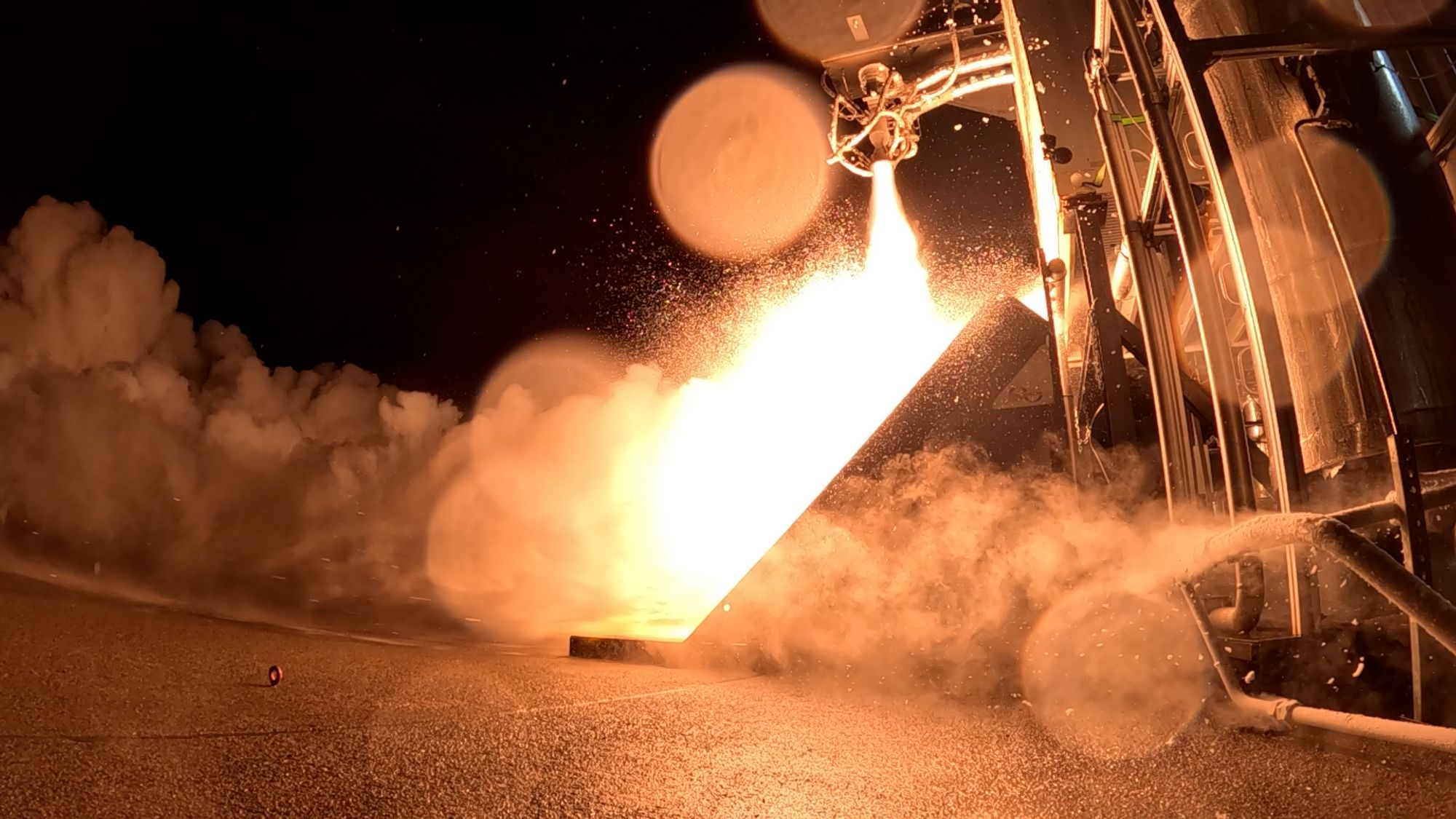
Motortest op SaxaVord van de Navier raketmotor van Latitude (2023)

In 2023 testte het Franse bedrijf Latitude hun Navier raketmotor uit op Saxaford. Latitude plant om met hun draagraket Zéphyr vanaf SaxaVord nano- en microsatellieten te lanceren naar zonsynchrone en polaire banen.
In december 2023 kreeg de ruimtehaven toestemming van de Britse luchtvaartautoriteiten voor verticale lanceringen.
Op 16 mei 2024 voerde Rocket Factory Augsburg er een statische starttest van een eerste trap van een RFA One uit. Van datzelfde lanceerplatform, genaamd Fredo, hoopte het bedrijf de raket eind 2024 voor het eerst te lanceren. Tijdens een volgende krachtiger startest op 19 augustus 2024 ontplofte de raket op het platform waarna de eerste lancering tot zeker 2025 moest worden uitgesteld.
Op 23 juli 2024, tijdens de Farnborough International Airshow, meldde Scott Hammond, deputy chief executive and operations director van SaxaVord Spaceport, dat hij in september de laatste licentie verwachtte van de Britse luchtvaartautoriteiten nodig voor de eerste lancering van RFA One.
In december 2024 besloot Orbex voor de eerste lanceringen van hun raket, de Prime, uit te wijken naar Saxavord en constructiewerk voor een eigen lanceerinstallatie op Sutherland Spaceport tot nader order te pauzeren.
Op 5 augustus 2025 verkreeg Skyrora een licentie om te lanceren vanaf SaxaVord Spaceport. Lancering kon op dat moment niet doorgaan omdat een van de lauchpads door een anomalie bij de RFA One op 19 augustus 2024 beschadigd werd terwijl de enige andere beschikbare launchpad door RFA gebruikt werd als uitwijk.